# Santos Colón
Ángel Santos Vega Colón (Sabana Grande, Puerto Rico, 1 de noviembre de 1922 - Carolina, Puerto Rico, 21 de febrero de 1998) más conocido como Santos Colón, fue un cantante puertorriqueño de boleros, mambo, guaracha y salsa por temas conocidos como Ay, Cariño y Oye Cómo Va (con Tito Puente), Mil Congojas.
Alcanzó un amplio reconocimiento como cantante de la orquesta de mambo de Tito Puente para luego iniciar carrera como cantante solista para el sello discográfico Fania. También fue conocido como "El Hombre de la Voz de Oro".

## Primeros años
Santos Colón, cuyos padres fueron Francisco Vega y Felicita Colón, nació el 1 de noviembre de 1922 en Sabana Grande, Puerto Rico. Al mes de nacido fue llevado por sus padres al barrio residencial "Cristy" en la calle Dr. Luis Vadi Benelli de Mayagüez, Puerto Rico, donde vivió toda su infancia.
Desde joven tuvo como hobby el canto y en 1935, con apenas doce años, se junta a Lester Cole y forman el "Dúo Juvenil" (en ocasiones cambiaban el nombre a "Dúo Azul"), las presentaciones que brindaban este dúo eran para el colegio donde estudiaban.
Pocos años más tarde, entre 1939 a 1944, forma parte de la orquesta del saxofonista Frank Madera con quien inició una carrera como cantante profesional. "Santitos" que para ese entonces era menor de edad, solo podía presentarse en shows diurnos. Al mismo tiempo se uniría con Mon Rivera y Germán Vélez que se hacían llamar "El Dúo Los Huastecos". Con ellos realizaron giras por el oeste de Puerto Rico interpretando rancheras, corridos y huapangos.
Luego de separarse de la orquesta de Frank Madera, Santos Colón viaja a San Juan en Puerto Rico y se une al pianista William Manzano con quien actúa por unos pocos meses para luego ser llamado por el trompetista Miguelito Miranda con el fin de formar parte de su orquesta. Con esta agrupación realizó su primera grabación de nombre "Dímelo", un bolero grabado en 1948 y composición del propio Miguelito Miranda.
Al año siguiente se uniría con Gilberto Monroig y su Orquesta Tropicana que era dirigida por el pianista Rafael Elvira. En 1950, decide probar suerte y viaja a Nueva York.

## Trayectoria musical
En 1950 y ya estando en Nueva York, ingresa a la orquesta del trompetista puertorriqueño Jorge López permaneciendo en esa agrupación por un tiempo de dos años. Luego pasa a las filas de la orquesta del saxofonista español Tony Novo. En 1953 se unió a la banda del pianista cubano José Curbelo, con quien grabó para el sello Fiesta, el álbum José Curbelo & Orquesta: Wine, Woman & Cha-Cha-Chá. Con Curbelo es donde conoce a diferentes artistas del medio musical latino como Mongo Santamaría y Willie Bobo que lo recomiendan con Tito Puente.
Santos Colón permaneció con Tito Puente durante diecisiete años. Grabó alrededor de veinte discos en donde tuvo la oportunidad de viajar a gran parte del mundo como Europa, África y Asia.
En 1969, la disquera Fania decide apoyarlo musicalmente y lo lanza como cantante solista dando por finalizado su etapa con Tito Puente aunque su vínculo profesional con el no terminó ya que "El Rey del Timbal" orquestó y dirigió la producción de su álbum debut A Portrait of Santos Colón, así como la mayoría de sus álbumes. Con la Fania All Stars participó en por lo menos quince grabaciones, entre ellas las presentaciones estelares y los viajes a África, Japón, Cuba, Estados Unidos y Latinoamérica.
El Viernes 13 de septiembre de 1991, se le realizó un homenaje con motivo de sus 56 años en el mundo de la música en el Centro de Convenciones del Condado, en donde asistieron amigos como Tito Puente, Ruth Fernández, Andy Vázquez & The Mambo Aces, Andy Montañez, Cheo Feliciano, Willie Rosario, Ismael Miranda, Paquito Guzmán, Chucho Avellanet, Tony Vega, Mary Pacheco, Trío Los Condes, Trío Voces de Puerto Rico, Carmín Vega, Joey Hernández y Mandy Vizoso, quien dirigió la orquesta acompañante.

## Últimos años y muerte
La amistad que tuvo con Tito Puente lo llevó a participar en el 50 aniversario del timbalero mayor en el año 1997.
El viernes 20 de febrero de 1998, Santos Colón acudió al estudio de grabación" Mas Audio Productions" con el fin de grabar dos boleros en el disco que preparaba con la cantante Carmen Delia Dipiní, al momento de iniciar las grabaciones sintió un dolor estomacal que le impidió cantar. Sin embargo, en lugar de acudir a un médico, regresó a su hogar en la urbanización Laguna Gardens, en Carolina, donde el dolor se le agudizó. Durante la mañana del día siguiente sufrió un derrame cerebral, por lo que fue trasladado al Hospital Regional de Carolina. Después de su llegada cayó en estado de coma y finalmente murió a las 7:10 de la noche.
Luego de los exámenes post-mortem, los médicos se dieron cuenta de que el cantante padecía de cáncer prostático en un estado avanzado, aunque el propio Santos Colón nunca se quejó de algún dolor. Quizás, porque nunca se enteró de que estaba enfermo. Sus restos fueron velados en la sede del Instituto de Cultura Puertorriqueña (ICP), posteriormente fueron incinerados, a pesar de que las autoridades municipales de Mayagüez expresaron el deseo de que sus restos reposaran en esa ciudad, que siempre lo reconoció como uno de sus hijos más admirados.
Santos Colón se casó con Judith Morales en 1989, pocos años después de haber enviudado. Le sobreviven cinco hijos, frutos de su primer matrimonio.

## Discografía
| Como solista - 1969: Portrait Of Santos Colón - 1970: Santitos - 1971: Love Story - 1971: Imágenes/Éxitos De Santos Colón - 1972: Fiel - 1972: Brindis De Navidad - 1973: Long Live The King - 1974: Santitos Y Su Pueblo - 1975: Con Mucho Cariño - 1976: Siempre Santitos - 1977: Bonita - 1979: Con Placer - 1982: Para Recordar - 1994: Mis Grandes Éxitos En El Bolero De - 1995: Bolero De Amor/Parte II - 1998: Un Santo Para La Historia |

| Colaboraciones/Otras grabaciones - 1962: Oye Cómo Va (con Tito Puente) del álbum El Rey Bravo - 1963: Ay, Cariño (con Tito Puente del álbum Exitante Ritmo de Tito Puente - 1968: Vaya Means Go ! (con Payo Alicea & Sexteto La Playa) - 1977: No Se Puede Morir Por Dentro (con Wilkins) - 1978: «Dolor Y Perdón» (con Tito Puente) del álbum Homenaje a Beny Moré - 1979: «Como El Arrullo De Palmas» (con Tito Puente) del álbum Homenaje a Beny Moré Vol. 2 - 1986: Somos El Prójimo (con Artistada Puertorriqueña) - 1987: Miguelito Miranda & Orquesta (con Miguelito Miranda, grabado en 1948 y relanzado en 1987 por sus 50 años en la música) - 1989: ¡Comparame ! (con Joey Hernández) |